# 2001 في النرويج
فيما يلي قوائم الأحداث التي وقعت خلال عام 2001 في النرويج.

## سياسة

### تعيين في المنصب
- 1 يناير – ألف إي. ياكوبسن نائب عضو برلمان النرويج  [لغات أخرى]‏،عضو برلمان النرويج  [لغات أخرى]‏.
- 1 يناير – أندريه داهل نائب عضو برلمان النرويج  [لغات أخرى]‏،عضو برلمان النرويج  [لغات أخرى]‏.
- 1 يناير – أنيكين هويتفيلدت نائب عضو برلمان النرويج  [لغات أخرى]‏.
- 1 يناير – إرنا سولبرغ عضو برلمان النرويج  [لغات أخرى]‏،Minister of Local Government and Regional Development [الإنجليزية]‏.
- 1 يناير – إريك أندرسن نائب عضو برلمان النرويج  [لغات أخرى]‏.
- 1 يناير – إسبن يونسن نائب عضو برلمان النرويج  [لغات أخرى]‏.
- 1 يناير – إنجي ريان عضو برلمان النرويج  [لغات أخرى]‏.
- 1 يناير – بورغه برنده عضو برلمان النرويج  [لغات أخرى]‏،Minister of Climate and the Environment (Norway) [الإنجليزية]‏.
- 1 يناير – بير آرنه اولسن نائب عضو برلمان النرويج  [لغات أخرى]‏.
- 1 يناير – بير ساندبرغ عضو برلمان النرويج  [لغات أخرى]‏.
- 1 يناير – بيورن جاكوبسن عضو برلمان النرويج  [لغات أخرى]‏.
- 1 يناير – تور أندريه يونسن نائب عضو برلمان النرويج  [لغات أخرى]‏.
- 1 يناير – توربيورن ياغلاند عضو برلمان النرويج  [لغات أخرى]‏.
- 1 يناير – جان أولاف اولسن عضو برلمان النرويج  [لغات أخرى]‏.
- 1 يناير – جان بيتر راسموسن نائب عضو برلمان النرويج  [لغات أخرى]‏.
- 1 يناير – جان بيترسن عضو برلمان النرويج  [لغات أخرى]‏،وزير الخارجية في النرويج.
- 1 يناير – داغ أندرسون نائب عضو برلمان النرويج  [لغات أخرى]‏،عضو برلمان النرويج  [لغات أخرى]‏.
- 1 يناير – ديفيد هانسن نائب عضو برلمان النرويج  [لغات أخرى]‏.
- 1 يناير – روبرت أريكسون نائب عضو برلمان النرويج  [لغات أخرى]‏.
- 1 يناير – سفاين روالد هانسن عضو برلمان النرويج  [لغات أخرى]‏.
- 1 يناير – سيغموند هاغن نائب عضو برلمان النرويج  [لغات أخرى]‏.
- 1 يناير – سيف ينسن عضو برلمان النرويج  [لغات أخرى]‏.
- 1 يناير – شيل ماغنه بونديفيك عضو برلمان النرويج  [لغات أخرى]‏،رئيس وزراء النرويج.
- 1 يناير – غونار هالفورسن عضو برلمان النرويج  [لغات أخرى]‏.
- 1 يناير – كارل آي. هاغن عضو برلمان النرويج  [لغات أخرى]‏.
- 1 يناير – كريستين ماير وزير دولة [الإنجليزية]‏.
- 1 يناير – كريستين هالفورسن عضو برلمان النرويج  [لغات أخرى]‏.
- 1 يناير – كنوت فيرنر هانسن نائب عضو برلمان النرويج  [لغات أخرى]‏.
- 1 يناير – ليف لوند عضو برلمان النرويج  [لغات أخرى]‏.
- 1 يناير – ماريت نيباك عضو برلمان النرويج  [لغات أخرى]‏.
- 1 يناير – ماي هانسن عضو برلمان النرويج  [لغات أخرى]‏.
- 1 يناير – مورتن لوند عضو برلمان النرويج  [لغات أخرى]‏.
- 1 يناير – ينس ستولتنبرغ عضو برلمان النرويج  [لغات أخرى]‏.
- 19 أكتوبر – فيكتور د. نورمان وزير الإدارة الحكومية والإصلاح وشؤون الكنيسة ‏.

### انتهاء فترة المنصب
- 1 يناير – أندريه داهل نائب عضو برلمان النرويج  [لغات أخرى]‏.
- 1 يناير – إرنا سولبرغ عضو برلمان النرويج  [لغات أخرى]‏.
- 1 يناير – بورغه برنده عضو برلمان النرويج  [لغات أخرى]‏.
- 1 يناير – بير ساندبرغ عضو برلمان النرويج  [لغات أخرى]‏.
- 1 يناير – توربيورن ياغلاند عضو برلمان النرويج  [لغات أخرى]‏،وزير الخارجية في النرويج.
- 1 يناير – جان بيتر راسموسن عضو برلمان النرويج  [لغات أخرى]‏.
- 1 يناير – جان بيترسن عضو برلمان النرويج  [لغات أخرى]‏.
- 1 يناير – جون جيه. ياكوبسن عضو برلمان النرويج  [لغات أخرى]‏.
- 1 يناير – جون دالي عضو برلمان النرويج  [لغات أخرى]‏.
- 1 يناير – داغ أندرسون عضو برلمان النرويج  [لغات أخرى]‏،عضو برلمان النرويج  [لغات أخرى]‏.
- 1 يناير – ديفيد هانسن نائب عضو برلمان النرويج  [لغات أخرى]‏.
- 1 يناير – روبرت أريكسون نائب عضو برلمان النرويج  [لغات أخرى]‏.
- 1 يناير – سيف ينسن عضو برلمان النرويج  [لغات أخرى]‏.
- 1 يناير – شيل ماغنه بونديفيك عضو برلمان النرويج  [لغات أخرى]‏.
- 1 يناير – غونار هالفورسن عضو برلمان النرويج  [لغات أخرى]‏.
- 1 يناير – فرانك ويلي لارسن نائب عضو برلمان النرويج  [لغات أخرى]‏،عضو برلمان النرويج  [لغات أخرى]‏.
- 1 يناير – كارل آي. هاغن عضو برلمان النرويج  [لغات أخرى]‏.
- 1 يناير – كريستين هالفورسن عضو برلمان النرويج  [لغات أخرى]‏.
- 1 يناير – كنوت فيرنر هانسن نائب عضو برلمان النرويج  [لغات أخرى]‏.
- 1 يناير – ليف لوند عضو برلمان النرويج  [لغات أخرى]‏.
- 1 يناير – ماريت نيباك عضو برلمان النرويج  [لغات أخرى]‏.
- 1 يناير – مورتن رود Governor of Svalbard [الإنجليزية]‏.
- 1 يناير – مورتن لوند عضو برلمان النرويج  [لغات أخرى]‏.
- 1 يناير – ينس ستولتنبرغ عضو برلمان النرويج  [لغات أخرى]‏،رئيس وزراء النرويج.
- 1 يناير – يوناس غار ستوره وزير دولة [الإنجليزية]‏.
- 19 أكتوبر – ألف إي. ياكوبسن عضو برلمان النرويج  [لغات أخرى]‏.
- 19 أكتوبر – إلين هورن وزير الثقافة [الإنجليزية]‏.

## رياضة
- 1 يناير – الدوري النرويجي الممتاز 2001 الفائز نادي روسنبورغ.
- 1 يناير – الدوري النرويجي الممتاز للسيدات 2001 الفائز Rosenborg BK Kvinner [الإنجليزية]‏.
- 1 يناير – دوري كرة القدم النرويجي الدرجة الأولى 2001 الفائز نادي فوليرينغا.
- 1 يناير – كأس النرويج 2001 الفائز نادي فيكينغ.

## مواليد

### أكتوبر
- 10 أكتوبر – أيفيند هيلجيسين

## وفيات

### فبراير
- 10 فبراير – غونار يونسن (مواليد 1924)
- 26 فبراير – ليف هاوغن (مواليد 1917) متزحلق نرويجي.

### مارس
- 11 مارس – فين فيرنر (مواليد 1920) متسابق يخت نرويجي.

### مايو
- 7 مايو – سيمون سلاتفيك (مواليد 1917)

### يوليو
- 7 يوليو – آرثر كريستيانسن (مواليد 1923) لاعب هوكي جليد نرويجي.

### سبتمبر
- 6 سبتمبر – داغني هالد (مواليد 1936) فنانة نرويجية.

### أكتوبر
- 4 أكتوبر – جيرد لارسن (مواليد 1921) راقصة باليهة نرويجية.
- 9 أكتوبر – هاكون فلوود (مواليد 1905)

### ديسمبر
- 22 ديسمبر – سفيري ديك هينركسن (مواليد 1906)
- 23 ديسمبر – توربيورن كلاوسن (مواليد 1931) ملاكم نرويجي.